# Уанаминго (тауншип, Миннесота)
Уанаминго (англ. Wanamingo) — тауншип в округе Гудхью, Миннесота, США. На 2000 год его население составило 504 человека.

## География
По данным Бюро переписи населения США площадь тауншипа составляет 97,4 км², из которых 97,3 км² занимает суша, a вода составляет 0,03 %.

## Демография
По данным переписи населения 2000 года здесь находились 504 человека, 171 домохозяйство и 141 семья.  Плотность населения —  5,2 чел./км².  На территории тауншипа расположено 177 построек со средней плотностью 1,8 построек на один квадратный километр. Расовый состав населения: 98,81 % белых, 0,40 % азиатов, 0,79 % — других рас США. Испанцы или латиноамериканцы любой расы составляли 0,79 % от популяции тауншипа.
Из 171 домохозяйства в 40,4 % воспитывались дети до 18 лет, в 73,7 % проживали супружеские пары, в 2,9 % проживали незамужние женщины и в 17,5 % домохозяйств проживали несемейные люди. 14,6 % домохозяйств состояли из одного человека, при том 7,6 % из — одиноких пожилых людей старше 65 лет. Средний размер домохозяйства — 2,95, а семьи — 3,30 человека.
30,4 % населения — младше 18 лет, 6,2 % — в возрасте от 18 до 24 лет, 30,8 % — от 25 до 44, 21,8 % — от 45 до 64, и 10,9 % — старше 65 лет. Средний возраст — 38 лет. На каждые 100 женщин приходилось 128,1 мужчин.  На каждые 100 женщин старше 18 приходилось 127,9 мужчин.
Средний годовой доход домохозяйства составлял 42 500 долларов, а средний годовой доход семьи —  48 125 долларов. Средний доход мужчин —  35 000  долларов, в то время как у женщин — 25 179. Доход на душу населения составил 18 714 долларов. За чертой бедности находились 4,3 % семей и 5,9 % всего населения тауншипа, из которых 9,8 % младше 18 лет.